# Saba (cantora)
Anna Saba Lykke Oehlenschlæger (pronúncia dinamarquesa: [ˈsɛːpæ ˈløkə ˈøˀln̩ˌsleːjɐ]; Adis Abeba, 11 de agosto de 1997), conhecida simplesmente como Saba (estilizada em maiúsculas), é uma cantora, atriz de teatro musical e modelo dinamarquesa. Representou a Dinamarca no Festival Eurovisão da Canção de 2024 com a canção «Sand».

## Biografia
Anna Saba Lykke Oehlenschlæger e a sua irmã gémea Andrea Lykke Oehlenschlæger foram adoptadas da Etiópia aos 8 meses de idade e foram criadas no condado de Ringkøbing, na região da Jutlândia, na Dinamarca.
Em 2018, Saba foi diagnosticada com transtorno bipolar e foi hospitalizada várias vezes como explicou no documentário «Min sindssyge tvilling» (em português: «A minha gémea louca»), produzido pela DR em 2020. Também praticou automutilação durante a adolescência. É embaixadora da Associação Dinamarquesa de Depressão.

## Carreira musical
Saba e a irmã Andrea mudaram-se para Copenhaga, tendo a primeira começado a trabalhar como modelo e vendedora de produtos de branqueamento dentário, enquanto a segunda seguiu uma carreira de cantora e atriz musical. A 23 de Fevereiro de 2023, quando Andrea estava grávida, Saba substituiu-a no papel de Dionne na estreia do musical Hair no Østre Gasværk Teater, fazendo a sua estreia como atriz de palco não-concorrente.
Oehlenschlæger teve um relacionamento do mesmo sexo com Lærke-Maria Schmidt de 2020 até o final de 2023. No Grande Prêmio Dinamarquês Melodi 2024, ela revelou que estava em um relacionamento com Aviaja Larsen por 6 meses.
A 25 de Janeiro de 2024 foi anunciada entre os concorrentes do «Dansk Melodi Grand Prix» de 2024, a final nacional dinamarquesa do Festival Eurovisão da Canção de 2024, com a canção «Sand». Venceu a final a 17 de Fevereiro de 2024 e também ganhou o direito de representar a Dinamarca no concurso europeu.